# Musée de l'orfèvrerie Sterckshof
Pour les articles homonymes, voir Musée de l'orfèvrerie.
Le musée de l'orfèvrerie Sterckshof de la Province d’Anvers est établi dans le château Sterckshof à Deurne (Anvers), une grande demeure seigneuriale qui constitue un espace privilégié pour l’argenterie. La collection, qui couvre une période allant du XVIe siècle à nos jours, est présentée de manière thématique et en traitant des sujets aussi divers que la technique, les poinçons et les styles, et l’utilisation des objets dans leur contexte.
Le musée de l'orfèvrerie Sterckshof jouit d’une reconnaissance nationale comme centre de recherche et de promotion de l'orfèvrerie. Le musée dresse un tableau de l’histoire de l’orfèvrerie en Belgique à travers ses expositions thématiques et ses publications.
Le musée joue aussi un rôle actif en matière de création contemporaine d’orfèvrerie. Avec ses expositions, ses acquisitions et ses ateliers, le musée stimule la créativité et la production des orfèvres contemporains.
Des expositions thématiques sont organisées reliant le passé au présent, ainsi la continuité est établie avec des artistes comme Godefroy de Huy, Hugo d'Oignies, Jean Jacobs, Jean de Lens, Philippe van Dievoet, Balthazar-Philippe Vandive, Jacques Roettiers ou Joseph Germain Dutalis et leurs continuateurs contemporains.
Il a comme pendant en région wallonne le Musée de l'orfèvrerie de la Communauté française, au château de Seneffe.